# Культурно-науковий центр Мілутіна Міланковича
Культурно-науковий центр «Мілутін Міланкович» — це громадський культурно-освітній заклад у місті Даль, муніципалітеті Ердут, Хорватія. Метою центру є проведення таких заходів: пропаганда спадщини Мілутіна Міланковича, організація культурних заходів та виставок, видання публікацій, аудіовізуальні та рекламні матеріали, збереження традиційної спадщини, організація культурних та наукових зустрічей, сприяння сталому розвитку, популяризація науки. У 2012 році центр відвідали понад 5 000 гостей.
Центр розташований в будинку народження вченого Мілутіна Міланковича. Після закінчення хорватської війни за незалежність і закінчення Тимчасової адміністрації Організації Об'єднаних Націй для Східної Славонії, Барані та Західного Срема місіонерський будинок залишався в погіршеному стані до 2006 року. У той час муніципалітет ініціював створення центру, який буде служити місцем зустрічі студентів, що прибуватимуть з обох берегів річки Дануде.

## Будівництво
Поряд з головним корпусом Центру іноді використовуються інші місця для проведення заходів. 131-а річниця народження Мілутіна Міланковича відзначена в травні 2010 року серіями заходів. У 2011 році Центр взяв участь у проекті транскордонного співробітництва «Від людей до людей», серед учасників Муніципалітет Ердут, Міська бібліотека в Сомборі, Культурний центр «Лаза Костич» Сомбор і Провінційний секретаріат міжнародного співробітництва Воєводина. Проект фінансувався з джерел Європейського Союзу.
Згідно Статуту Центру, поряд з хорватською, сербською також використовується і сербська кирилична абетка.